# Riccardo II Orsini
Riccardo II Orsini (1250 – Cefalonia, 1304) è stato un nobile italiano, conte di Cefalonia.
Aggiunse ai propri titoli quelli di conte di Gravina, di capitano generale di Corfù e di balì di Morea. Sposò una donna ignota da chi ebbe un figlio, Giovanni, e tre figlie che sposarono alti esponenti della nobiltà. Nel 1299 sposò in seconde nozze Margherita di Villehardouin, figlia di Guglielmo II di Villehardouin principe di Acaia e di Anna Comnena Ducaina, a sua volta figlia del despota d'Epiro Michele II. La sposa era già vedova di Isnardo di Sabran. Ebbero una figlia morta bambina.